# 夢野まりあ
夢野 まりあ（ゆめの まりあ、1978年8月17日 - ）は、日本のAV女優、タレント。
血液型：B型、身長：149cm 、スリーサイズ：B127・W70・H96 、Qカップ。2023年、AV女優を復活した。

## 略歴
東京都出身。1998年に『ワイルド爆乳』でAVデビュー。
一時期、一線を退いていたが、2007年に『妖艶淑女』で復活した。
1999年、第9回東京スポーツ映画大賞主演AV女優賞を受賞した
2001年にアメリカのPLAYBOY社のプレイメイツアジアンビューティーでグラビア撮影。
また2002年9月から草凪純とプロレスで抗争を繰り広げ、2003年には一騎討ちを行っている。
2010年3月、第8回熟女クイーンコンテストにて「モッツ出版賞」と「サスケ賞」をW受賞した。
2023年、「復活 本物Pカップ★伝説の痴女が10年ぶりに帰ってきた」で、再びAV女優復活。
豊胸手術を繰り返したバストは最終的に120cmのPカップに達している。

## 人物
AV女優を目指すつもりはなかったが、メーカーの会議室に何も知らされずに連れて行かれて状況知ったのがデビューまでの経緯。そのまま納得した顔で進んだため、騙して連れてきた事務所関係者のほうが驚いていたという。このような経緯で業界入りしたため、絶頂期のギャラは事務所に持ち逃げされ、未払いもある中、責任感だけで現場の仕事をこなした。これまで4度持ち逃げされており、自身を究極のお人よしと呼んでいる。AV業界を辞めなかったのは、このような負の経験がある半面、いい出会いもたくさん経験したからだと答えている。
異なるプロフィールがいくつかある。
- 「Angel」（2001年）のケース裏面のプロフィールでは、T:154、B:93（Hカップ）・W:58・H:84としている[5]。
- XCITYプロフィールでは、T:154、B:93（H-65）・W:58・H:84としている[6]。
- FANZAプロフィールでは、T:155、B:100（Iカップ）・W:60・H:93としている[7]。

趣味:表現するコト、ショッピング。

## 作品

### アダルトビデオ
1998年
- ワイルド爆乳（10月31日、h.m.p）※AVデビュー作
- ドリル・ファッカー!（12月25日、h.m.p）

1999年
- したがる女（1月21日、h.m.p）
- 乳奴隷（2月25日、h.m.p）
- ねらわれた女教師 2 夢野まりあ（3月24日、h.m.p CMC-006）
- 乳欲獣 夢野まりあ（4月27日、h.m.p）
- 乱気乳 愛DOLL まりあ 夢野まりあ（5月13日、クリスタル映像 VE-72）VHS
  - 乱気乳 愛DOLL まりあ 夢野まりあ（2000年2月28日、クリスタル映像 SCVD-1157R）DVD
- 爆乳 A GO GO ！（5月22日、h.m.p）全4名
- 華麗なる遊戯 Wのボイン（6月17日、クリスタル映像）
- ブッちぎり爆乳 夢野まりあ（7月18日、h.m.p）
- どっぴゅん！ コスチューム8連発！ 3（7月22日、Miss Christine）全8名
- アブナイ果肉（7月25日、シェール）
- 奴隷秘書 27 夢野まりあ（8月20日、シネマジック）
- BONDAGE DOLL（9月17日、シネマジック VS-574）※VHS
  - BONDAGE DOLL（2000年7月28日、シネマジック DD-017）※DVD版
- ねらわれた巨乳女教師 2 夢野まりあ（10月16日、h.m.p HTV03-81）※「ねらわれた女教師 2」の再編集もの
- 牝猫 夢野まりあ（10月25日、シェール）
- となりのお姉さんはGカップ 夢野まりあ（11月21日、ビッグモーカル）
- CHER BUST COLLECTION（11月30日、シェール HRC-331）全12名
- 金融腐敗 淫獣銀行 夢野まりあ 岡崎美女 つかもと友希（12月1日、アタッカーズ SSP-002）VHS 全3名
  - 金融腐敗 淫獣銀行 夢野まりあ 岡崎美女 つかもと友希（2001年5月1日、アタッカーズ DSP-002）DVD 全3名
- G.B.O 夢野まりあ（12月15日、V＆Rプランニング）
- 巨乳大噴火 5連続ボイン！（12月21日、h.m.p）全5名
- 顔面シャワーエレクト10 Part22（12月23日、クリスタル映像）全12名
- 誘惑家庭教師　夢野まりあ（KUKI）

2000年
- セブン 7つの夜の物語（1月1日、ビデオバンク）全7名
- あぶない放課後 新・女教師スペシャル 夢野まりあ（1月18日、V＆Rプランニング）
- Bondage Bust Break 縛乳（1月28日、シネマジック）全5名
- CHER BUST COLLECTION MILLENNIUM（2月18日、シェール HDV-007）全8名
- 爆乳 Maria 夢野まりあ（2月19日、h.m.p）※「ドリル・ファッカー」の再編集もの
- 罠 Greedy web 夢野まりあ（2月29日、シェール HRC-337）VHS
  - 罠 Greedy web 夢野まりあ（2004年6月4日、シェール TBD-44）DVD
- Mルームサービス 夢野まりあ（3月23日、KUKI）
- マウスペット20 おくちでGO！！（3月31日、シェール）全20名
- 巨乳グラマラス となりのお姉さんDX 2 夢野まりあ＆麻丘里絵（4月28日、ビッグモーカル）
- 宅配ソープでございます 夢野まりあ（4月29日、アトラス21）
- Costume-Sensual コスチューム・センシュアル 3 夢野まりあ（5月8日、ムーディーズ/ミスタープレジデント）
- 奴隷秘書スペシャル 7 	矢沢ようこ 夢野まりあ 星ナオミ 坂巻リオナ（5月26日、シネマジック）全4名
- あぶない放課後 新・女教師スペシャル DX 2（6月21日、V＆Rプランニング）全5名
- 人間廃業 夢野まりあ（6月30日、アリスJAPAN（ジャパンホームビデオ））
- シェールプレミアムセレクション 4（6月30日、シェール）全5名
- マジエロ 夢野まりあ（7月7日、芳友舎J）
- 93cmHcup超ド級爆裂乳房 夢野まりあ（7月20日、ハムレット）
- THEバストビデオゴールド 15 夢野まりあ（8月11日、アリスJAPAN）
- 綺艶 美術女教師 淫猥暴行（8月20日、ハムレット）
- Private ONANIE（8月25日、クリスタル映像）全16名
- となりのお姉さん SUPER DX（8月30日、ビッグモーカル）全8名
- CABARET＆CLUB キャバクラ嬢（9月1日、ムーディーズ）全8名
- 痴女伝説 夢野まりあ（9月20日、ハムレット ANZ-002）VHS
- 徹底攻略 夢野まりあ（10月1日、ワンズファクトリー HP-001）VHS
  - 徹底攻略 夢野まりあ（2001年9月22日、ワンズファクトリー HP-101）DVD
- 「痴」女優 夢野まりあ（10月1日、ワープエンタテインメント）
- 全部出して 2 夢野まりあ（10月1日、サクセス・ビデオ・コミュニティー）
- VINLハウスの果実たち 番外編 パイ地震!!（10月18日、KUKI）全6名
- 乱交 夢野まりあ（11月1日、MOODYZ）
- コスプレパニックDX（11月4日、シェール）全8名
- 巨乳×爆乳 GRAND PRIX（11月9日、クリスタル映像）全7名
- ディープコンプレックス 夢野まりあ（11月10日、ワープエンタテインメント）
- 爆乳ゆれまくり90分 G.B.O DELUXE 巨乳より愛を込めて･･･（11月15日、V＆Rプランニング）全5名
- 現役女教師 淫欲暴発スペシャル（11月21日、アテナ映像）全4名
- 宅配ソープでございます PREMIUM 3 坂巻リオナ 高野らん 里美由梨香 夢野まりあ（11月24日、アトラス21 AVD-043）全4名
- 淫口女優 EX（11月24日、クリスタル映像）全30名
- KUKI Best COLLECTIONS Vol.6（12月1日、KUKI KDV-128）全5名
- 潮吹きFUCK G13（12月15日、クリスタル映像）全13名
- ソフト・オン・デマンドおかげさまで5周年記念特選作品集 女優編（12月15日、SODクリエイト）全39名

2001年
- 乳（ニュー）スター誕生（1月1日、MOODYZ）…共演:山咲あかり、琴野まゆ、藤崎彩花、Akira 全5名
- 妖艶妻レイプ ゴージャスな昼下り 夢野まりあ（1月12日、アタッカーズ）
- 素人参加募集ビデオ 夢野まりあとしてみませんか？（1月15日、V＆Rプランニング VO-211）VHS
- Angel 夢野まりあ（2月1日、アイデアポケット）
- 主演監督 夢野まりあ（2月9日、ワンズファクトリー PD-006）VHS
  - 主演監督 私のスベテ見せちゃいます！！ 夢野まりあ（2003年7月2日、ワンズファクトリー PD-106）DVD
- SUPER超巨乳MAX（2月15日、ビッグモーカル）全10名
- CHER BEST SELECTION 4（2月23日、シェール）全5名
- CLASS A 夢野まりあ 最高級の女神たち 4（3月1日、ビデオバンク）
- Office Ladyになりたくて（3月8日、ジーオーティー DAA-017）全7名
- BIGMOKAL DVD ANTHOLOGY 50（3月9日、ビッグモーカル）DVD ※DVD50タイトルから編集 多数出演
- 人間廃業ファイル 4（3月16日、アリスJAPAN）全5名
- V＆R大全集 女優50人×240分（3月21日、V＆Rプランニング）全50名
- やめて… DVD SPECIAL VERSION 夢野まりあ 望月ねね ほか（3月23日、シャイ企画）多数出演
- この女、危険女優につき・・・ 夢野まりあ（4月27日、VIP）
- dress 魅惑のドレスコレクション（5月1日、ムーディーズ）全8名
- あこがれの女教師スペシャルα2（5月15日、V＆Rプランニング）全5名
- 白濁爆乳 夢野まりあ（6月8日、泰成）
- まりあチャンネル 夢野まりあ（6月22日、VIP）
- BONDAGE DOLLスペシャル 川村理沙 夢野まりあ 川浜なつみ 坂巻リオナ（6月22日、シネマジック）全4名
- ショップ自慢の看板ウェイトレス（7月5日、ジーオーティー）全9名
- ちえズ.エンジェル コスプレAV mission1（7月7日、ハムレット）…共演:宮澤ゆうな、友崎りん 全3名
- ちえズ.エンジェル コスプレAV mission2（7月7日、ハムレット）…共演:宮澤ゆうな、友崎りん 全3名
- ちえズ.エンジェル コスプレAV mission3（7月7日、ハムレット）…共演:宮澤ゆうな、友崎りん 全3名
- NON STOP巨乳120分！！（7月27日、h.m.p）全12名
- 綺艶美術女教師 2 夢野まりあ（8月1日、SODクリエイト）
- OL オフィスレディー（8月1日、ムーディーズ）全8名
- 龍縛愛玩調教 18 コスプレイヤー 夢野まりあ（8月9日、アタッカーズ）
- Sex Dreamer（9月21日、ジーオーティー RAA-043）全6名
- 激射 vol.1 夢野まりあ（9月22日、アウダースジャパン）
- 宅配ソープでございます PREMIUM（9月28日、アトラス21 S-01095）全13名
- NURSE COLLECTION（10月1日、ムーディーズ）全7名
- 巨乳ベストセレクション（10月6日、SODクリエイト SDDL-067）全25名
- V＆R actress 120分 vol.1（10月18日、V＆Rプランニング）全25名
- デカP！（10月21日、V＆Rプランニング）全44名
- も･も･い･ろ☆ティータイム（10月22日、ジーオーティー）全9名
- 爆乳Fantasy 清水かおり 夢野まりあ（10月26日、メディアアーツ SUD-41）
- 120%オッパイこだわりマガジン THEバストビデオゴールデンBest 椎名舞 夢野まりあ 井上千尋 ほか（10月26日、アリスJAPAN）全26名
- SUPER抜けMAX ヤリまくりオールスターズ！！（11月14日、ビッグモーカル）全10名
- 逆ソープ天国 夢野まりあ（11月30日、アリスJAPAN）
- 女族の群れ 草凪純 吉野サリー 夢野まりあ（11月30日、h.m.p）全3名
- 愛の嵐DX 坂井ありす 水野奈菜 水野礼子 夢野まりあ（12月1日、MOODYZ）全4名
- 気持ちいいSEXしませんか？（12月7日、ジーオーティー）全6名
- スーパービッグコレクション AVアイドル24人4時間スペシャル（12月14日、ビッグモーカル）全24名

2002年
- 夢野まりあの箱（1月1日、ゾーンワークス MB-007）
- 人間廃業ファイル2002（1月15日、アリスJAPAN）全5名
- PREMIUM 隼コレクション（2月27日、隼エージェンシー）全9名
- 徹底攻略DX（2月28日、ワンズファクトリー）全5名
- マウス to ♂（3月14日、ジーオーティー）全8名
- THE BEST BUST×BUST×BUST 完全巨乳限定（3月20日、ワープエンタテインメント DSD-008）全15名
- 全部出してスペシャル 夢野まりあ 桜井風花 宝来みゆき（4月1日、サクセス・ビデオ・コミュニティー）全3名
- 真夜中の女教師 ローバー美々 夢野まりあ（4月4日、トランスコーポレーション）
- GLAY'z巨乳4時間SPECIAL（4月5日、グレイズ）全12名
- デジモベストセレクション 望月ねね 川浜なつみ 金沢文子 夢野まりあ ほか（4月9日、SODクリエイト）全12名 ※24作品を編集
- 主演監督DX 2 夢野まりあ 光月夜也 川奈まり子 清水かおり 牧本千幸（4月24日、ワンズファクトリー）全5名
- ディープコンプレックス 夢野まりあ（5月2日、ワープエンタテインメント）
- 痴女ベストセレクション うさみ恭香 泉星香 日色なる 長瀬愛 夢野まりあ ほか（5月4日、SODクリエイト）多数出演
- レイプドラマ BABEシリーズ 第7巻 夢野まりあ 吉井美希（5月17日、SODクリエイト）
- V＆R大全集 女教師20人（5月21日、V＆Rプランニング）全20名
- AVW　第二十章「暗雲編〜第二部」（5月22日、オブテイン・フューチャー）…共演:泉星香、澤宮有希、秋津薫、鮎川ともみ、坂口華奈、夏木亜矢、桜井アヤ、水野奈菜
- THE BEST OF WANZ 1 紺野沙織 矢沢ようこ 井上優香 夢野まりあ ほか（6月1日、ワンズファクトリー）多数出演
- The Best of Angel Girl 夢野まりあ×朝倉まりあ（6月8日、アイデアポケット）
- 逆ソープ天国 貸切スペシャル 6 北村うるか 鮎川あみ 高嶋陽子 夢野まりあ 上村ひな（6月14日、アリスJAPAN）全5名
- A.I. ATLAS INTEGRAL（6月21日、アトラス21）全50名
- 全部コスプレ（7月1日、ゾーンワークス）全7名
- 加藤鷹にイカされたAV女優たち（7月1日、ゾーンワークス）全6名
- フェロモンむんむんお姉さん 騎乗位特集（7月15日、ムーディーズ）全34名
- 巨乳スローモーション（7月15日、ムーディーズ）全8名
- 痴女伝説 1＋2（7月19日、SODクリエイト）※「痴女伝説/夢野まりあ」「痴女伝説 2/千夏」を収録
- A級女優の癒しフェラ（8月1日、ムーディーズ）全11名
- Star Doubles 3 夢野まりあ 高嶋陽子（8月21日、ワープエンタテインメント）
- 可愛いお口でピュー（8月21日、ビデオバンク）全32名
- 龍縛 THE BEST 龍縛愛玩調教 コスプレ緊縛編 加藤愛美 夢野まりあ（9月8日、アタッカーズ）
- THE BEST LEGS＆HIPS（9月19日、ワープエンタテインメント）全12名
- Tanimania 巨乳アイドル12連パイ！（9月21日、ビデオバンク）全12名
- 逆ソープ天国 スペシャルエレクト 5（9月27日、アリスJAPAN）全5名
- リターナー夢野まりあ（10月1日、帝國映像）
- love again 忘れえぬ想い 夢野まりあ（10月15日、エーピーエー）
- 夢野まりあのスーパーマジックミラー号 湘南2002逆ナンパ編（10月19日、ディープス）…共演:岡田ももか(岡田桃果)、菊池麗子、水月カノン、大塚くるみ 全5名
- 綺麗なお姉さんに犯されたい ずっぽり食べちゃってもいいかしら？ 三上翔子 夢野まりあ 京香 朝河蘭（10月21日、アテナ映像）全4名
- 赤い猟奇快楽淫画 夢野まりあ 早乙女美佐（10月31日、アートビデオ）
- 絶頂クライマックス スペシャル（11月1日、ムーディーズ）全23名
- BABE レイプ作品集 第2巻（11月4日、SODクリエイト）全10名
- 変態不倫妻 16 夢野まりあ 椎名みなみ 天城夕紀 哀原京香（?、麒麟堂 HNR-016）全4名
- 変態不倫妻 17 夢野まりあ 椎名みなみ 天城夕紀 哀原優香（11月8日、麒麟堂 HNR-017）全4名
- Atlas Adult Actress Vol.3 17人の謝激祭（11月12日、アトラス21）全17名
- 痴女 ニンフォマニア 15 夢野まりあ＆西村あみ（11月12日、麒麟堂）
- 哀しきチンドン屋の妻 夢野まりあ 京野桜子 井川しのぶ（11月18日、フェアエスト）全3名
- H3 夢野まりあ（11月20日、麒麟堂）
- ザ・衣装合わせ 夢野まりあ（11月21日、アテナ映像）全5名
- 奴隷秘書 EX 矢沢ようこ 夢野まりあ（11月22日、シネマジック）全5名
- 超-巨乳のアングル 夢野まりあ（11月26日、ワンズファクトリー）
- デカパイER 可愛いナースのエッチな秘密（11月30日、アテナ映像）全6名
- FACEスペシャルエディション〔催眠〕selection 1（12月5日、アウダースジャパン）全10名
- 露出狂女 5 夢野まりあ（12月6日、麒麟堂）
- OFFICE LADY（12月12日、ジーオーティー）全8名
- 巨乳極乳 PREMIUM（12月20日、トータル・メディア・エージェンシー）全13名
- 凌辱鮫 6 夢野まりあ（12月20日、月光）
- 芸能界アンダーグラウンド オーディションの穴（12月20日、BAZOOKA）…オムニバス形式作品 他出演:椎名みなみ、京野桜子、天城夕紀
- WWAV 〜最終章 JUDGMENT DAY〜（12月20日、オブテイン・フューチャー）…共演:堤さやか、長瀬愛、一ノ瀬サクラ、桜井流々、桜井アヤ、菊池麗子、水野奈菜、澤宮有希 全9名
- 痴女ベストセレクション VOL.2 及川奈央 堤さやか 渡瀬晶 岡崎美女 川浜なつみ 夢野まりあ ほか（12月20日、SODクリエイト）多数出演
- スィートトライアングル 夢野まりあ（12月20日、ドリームクリエイト）

2003年
- 地下映像マガジン 5 梅原すず 夢野まりあ 木内まりあ 立原麗華 ほか（1月1日、麒麟堂）
- 巨乳大全集 4時間スペシャル（1月10日、ビデオバンク）全24名
- デリハンター 宅配逆ナンパ人妻編 夢野まりあ（1月14日、スーパーサット SJC-011）
  - デリハンター 宅配逆ナンパSM編 夢野まりあ（3月27日、スーパーサット SJC-012）
- 美人先生10連発！ ねらわれた女教師たち（1月21日、ビデオバンク）全10名
- 龍蛇の緊縛慕情 12 夢野まりあ（1月21日、月光）
- B+B 夢野まりあと大浦あんな（1月21日、V＆Rプランニング）
- ねらわれた女教師たち（1月21日、ビデオバンク）全10名
- 巨乳倶楽部 第2巻 夢野まりあ 相原涼（1月23日、SODクリエイト）
- 巨乳AV女優 夢野まりあ 星野ひろみ 市川亜紀 松井由梨（2月1日、バニーズバニー）全4名
- 大乱交 グチョグチョ大人数SEX（2月15日、ムーディーズ）多数出演
- 美獣クライマックス 鮎川ともみ 近藤れいな 若林樹里 夢野まりあ（2月20日、トランスコーポレーション）全4名
- VIP GOLD DISC（2月21日、メディアバンク/VIP）全10名
- 巨乳極乳PREMIUM（3月28日、トータル・メディア・エージェンシー）全13名
- オトコを惑わすプリンプリンの超巨乳（4月7日、フェアエスト）全7名
- Angel Premium VOL.4（4月8日、アイデアポケット）全20名
- 姦魔輪姦 切り裂き姦魔降臨す！ 夢野まりあ いしかわ愛里 望月セイレ（4月12日、麒麟堂）全3名
- 我慢の限界!! vol.7 氷咲沙弥・吉井美希 他（4月12日、Blast Off）全12名
- Angel HYPER 淫乱お姉さん編 2（5月8日、アイデアポケット）全4名
- おっぱい1000個コレクション（5月15日、ムーディーズ）多数出演
- O-PAI SHOCK！！ 2（5月18日、V&Rプランニング）全20名
- 厳選巨乳 SUPER COLLECTION（5月20日、トランスコーポレーション）全10名
- Sexcial Venus 1 痴態放題 及川奈央 渡瀬晶 常盤桜子 夢野まりあ ほか（5月20日、トランスコーポレーション）
- せんせい 3 プレミア盤（5月21日、V&Rプランニング）他出演:庄司みゆき、美穂由紀 全3名
- 騎上位伝説 長瀬愛 及川奈央 朝河蘭 夢野まりあ（6月1日、ゾーンワークス）全4名
- れずDebut VOL.1（6月5日、ナチュラルハイ）共演:近藤れいな、月乃あずみ 全3名
- 露出狂女 犯罪的猥褻歩行 夢野まりあ 愛須真奈美（6月16日、麒麟堂）
- Remix of 夢野まりあ（6月20日、SODクリエイト）
- AVW FUCK DOWN！ 「メインイベント」夢野まりあVS草凪純（6月25日、オブテイン・フューチャー）全10名
- 女教師6人猥褻暴行 SOD特選“女教師レイプ”作品集（7月5日、SODクリエイト）全6名
- スーパーマジックミラー号 真夏の湘南逆ナンパ総集編（7月5日、ディープス）全11名
- BOY MEETS GIRLS 第3話 記憶喪失くんの桃色入院ライフ！！（7月17日、ワープエンタテインメント）全14名
- レズ解禁 SPECIAL 森高千春 杏野るり 夢野まりあ（7月19日、SODクリエイト）全3名
- 及川奈央のぶっかけ★イッたっしょ！？ Vol.4 及川奈央 夢野まりあ（7月25日、オブテイン・フューチャー）
- パイズリ発射！（8月8日、ゾーンワークス）全5名
- 牝猫 夢野まりあ（8月8日、HRC）
- 夢野まりあ 完全版（10月1日、ワンズファクトリー）
- 巨乳伝説 2 及川奈央 夢野まりあ 松坂樹梨（10月1日、ゾーンワークス）全3名
- 死夜悪アンソロジー 5（10月8日、アタッカーズ）多数出演 ※23タイトルを4時間に凝縮
- いいなりペットコレクション（10月16日、ワープエンタテインメント）全10名
- 恥女・寸止メ地獄 1 夢野まりあ（10月18日、麒麟堂）
- Best Eleven（10月24日、ディースリー）全11名
- アブナイ果実（オンナ） 夢野まりあ（11月7日、HRC）
- 死夜悪THE BEST 30 爆乳破壊編4時間（11月8日、アタッカーズ）全9名
- 龍縛アンソロジー 2（12月6日、アタッカーズ）全10名
- 乱交 480分（12月22日、春風企画）全14名
- FACE スペシャルエディション 巨乳 02 奥田唯 蕪木あんな 夢野まりあ（アウダースジャパン FASD-008）全3名
- 2003年度版 丸見え 地下映像マガジン Vol.5 夢野まりあ 木内まりあ 立原麗華 叶りり 奥田唯 ほか（麒麟堂 DCEM-05）

2004年
- 痴る女 琴野まゆ 夢野まりあ 西村あみ（1月10日、麒麟堂）全3名
- 凌辱鮫 総集編 2 夢野まりあ 桃井望 七海りあ まりやまい（2月17日、月光）全4名
- シースルーAV 『挑発する痴女達』 夢野まりあと西村あみ（2月17日、シースルー）…共演:西村あみ
- ローションメガファック！！！（2月25日、h.m.p）全12名
- 淫獣伝説 蘇る凌辱の記憶（3月8日、アタッカーズ ATKD-048）全6名
- 熟女凌辱三昧（5月3日、アタッカーズ）全10名
- 罠 greedy web 夢野まりあ（6月4日、HRC TBD-44）DVD
- Dreamer 夢野まりあ（6月25日、ZIP amusement）
- 超 美・巨乳のアングル complete Edition（7月1日、ワンズファクトリー）全1名
- 人妻変態旅行 1 夢野まりあ 椎名みなみ 天城夕紀 愛川京香（8月8日、麒麟堂）全4名
- 女子学園メガファック！！！（8月27日、芳友舎）全10名
- Ribon PARTY おっぱい12人祭り 北川美果・麻生まりも・聖さやか 他（9月10日、VIP）全12名
- BOINS 4時間 お姉さんのこと好き？（9月24日、ビッグモーカル）全12名
- 川崎軍二シリーズ 哀しきチンドン屋の妻 隅田川船頭艶歌（10月26日、グラフィティジャパン） ※夢野まりあの「哀しきチンドン屋の妻」、桜田由香里の「隅田川船頭艶歌」を収録
- おまたせ〜全部騎乗位2時間	紋舞らん 夢野まりあ 山口ナオミ 大浦あんな ほか（11月18日、V＆Rプロダクツ）

2005年
- 絶叫！潮吹き娘！！（2月1日、ゾーンワークス）全7名
- 激射オムニバス 3（2月4日、アウダースジャパン）全10名
- 女優。夢野まりあ（2月21日、アウダースジャパン）
- COSPLAY MANIACS コスプレマニアックス 夢野まりあ（2月21日、マニアック・リサーチ DMR-1）
- 超・騎乗 Bomb 4時間（3月21日、ビデオバンク）全23名
- 女教師 ザ・ファイナル（3月21日、ケイネットワーク）全50名
- 巨乳縛り500分 2枚組（5月6日、グレイズ）全21名
- 超すけポチ（8月26日、イーネットフロンティア）※アイドルDVD
- Fetish Lesbian 10（10月1日、麒麟堂/ドリームクリエイト）…共演:西村あみ 他 全4名
- 爆乳女医 夢野まりあ（12月25日、マドンナ）

2006年
- 徹底攻略 4時間DX（1月1日、ワンズファクトリー）全8名
- 裏AV女優名鑑（1月25日、裏座 UAKL-001）全11名
- 艶熟 中出し 夢野まりあ（4月1日、グローリークエスト）
- 和服美熟女 総集編 4（4月17日、グラフィティジャパン）全5名
- 独占女優 2 14人4時間Deluxe（6月16日、	ディースリー DDD-261）全14名
- マドンナ厳選熟女 総集編4時間（8月25日、マドンナ）全20名
- 夢野まりあ Special（10月1日、オーエス DKOS-128）
- 猥褻クライマックスダイジェスト 20人の爆乳レズ牝’06（10月13日、ART VIDEO）全20名
- 熟女スペシャル240分 2（10月19日、グラフィティジャパン）全16名

2007年
- 巨乳女優20人4時間ぶっ通しFUCK（1月1日、ワンズファクトリー）全20名
- Sexual Venus 痴態放題 及川奈央 常盤桜子 夢野まりあ ローバー美々 渡瀬晶 ほか（1月1日、トランスコーポレーション DGT-001）
- バイブマニア（2月25日、h.m.p）全12名
- 美乳・美熟女コレクション 2（3月8日、グラフィティジャパン）全6名
- 妖艶淑女 夢野まりあ（3月16日、マキシング）
- 爆乳美熟女総集編4時間（3月25日、マドンナ）全12名
- 宅配ソープ 夢野まりあ 井上千尋 川村理沙（5月13日、NEO ATLAS UQUV-082）全3名
- Cinemagic DVDベスト30（7月4日、シネマジック）全50名以上
- 淫乱熟女ズッポリ！挿入部総集編32人4時間（7月25日、マドンナ）全32名
- アリスJAPANプラス 巨乳アイドル4時間 2（8月17日、アリスJAPAN）全12名
- 阿鼻叫喚 集団リアルレイプ 01 夕樹舞子 夢野まりあ 朝倉まりあ 愛梨華（9月12日、麒麟堂）全4名
- 美人妻・熟女10人プレミアムコレクション BEST FUCK 4時間スペシャル（10月13日、グローリークエスト）全10名
- 美熟女厳選尺八 総集編（10月24日、マドンナ）全24名
- 厳選美熟女秘宝館（12月16日、マキシング）全8名
- 熟女スペシャル240分 9（12月17日、グラフィティジャパン）全16名

2008年
- 四大巨乳熟女陵辱（1月1日、関西ソフト）全4名
- 106人でパイズリ100連発！！ 4時間（4月5日、ワープエンタテインメント）全106名
- 10年まるごと特別総集編 痴女優 4時間（4月15日、ワープエンタテインメント）全47名
- ノルマ達成の為なら肉体営業も辞さないトップセールスレディの実態 志村玲子 夢野まりあ（5月16日、マキシング）
- 美熟女医＆ナース大集合！マドンナ病棟6時間（5月25日、マドンナ）全9名
- 10年まるごと特別総集編 おおきいオッパイ4時間（10月15日、ワープエンタテインメント）全40名
- GLAMOUROUS 夢野まりあ（12月19日、レアル・ワークス）

2009年
- ATTACKERS 女優名鑑 4（2月7日、アタッカーズ）全7名
- ノルマの代償 “脅迫監禁レ●プ中出し” 犯されたトップセールスレディ 夢野まりあ 滝澤クリスタル 松浦ユキ 志村玲子（3月16日、マキシング）全4名
- ソープ宅配便 フル勃起5時間 巨乳泡姫・新鮮デリバリー（5月30日、ビースバルプロモーション）全6名
- あのアイドルがスーパーリマスターREMIXで甦る ナイスボディ Vol.3（7月21日、ビデオバンク）全16名

2010年
- 日本女性の陰毛 44人のアンダーヘア（1月20日、レイディックス）全44名
- スターファイル いとうしいな 菊地えり 夢野まりあ（4月16日、スターゲート）全3名
- 夢野まりあ ゼンタイデビュー（6月27日、エムズファクトリー）
- ゼンタイバーチャル恋人 夢野まりあ（7月18日、エムズファクトリー）
- ゼンタイヌルヌルパーティー 夢野まりあ（8月1日、エムズファクトリー）
- 美人妻 乳辱の昼下がり 夢野まりあ（9月7日、アタッカーズ）
- h.m.pがお贈りするたっぷり50人ナイスボディ女優 8時間2枚組（10月1日、ビデオバンク）全50名
- 黒人巨大マラvs夢野まりあ 中出し絶叫巨乳スペクタクル（10月10日、グローバルメディアエンタテインメント）
- 宅配ソープ10時間（10月29日、群雄社）全12名
- 近親相姦DX 第七巻 夢野まりあ 京野桜子（11月10日、麒麟堂 KND-07）
- マドンナ7周年記念 巨乳美熟女77人12時間（12月7日、マドンナ）全77名

2011年
- 人妻工場レイプ 巨乳人妻社長陵辱 夢野まりあ（3月10日、グローバルメディアエンタテインメント）
- 嬲り！ギガ巨乳 AV史上最大の爆乳 夢野まりあ（3月19日、サディスティックヴィレッジ）
- 乳辱の訪問販売 夢野まりあ（4月7日、アタッカーズ）
- 肉漬け義母ファッカー 野獣熟女の男を狂わす驚異の爆乳！！ 夢野まりあ（4月25日、マドンナ）
- 奪われた爆乳妻 身も心も夫の兄に寝取られて… 夢野まりあ（5月7日、マドンナ）
- 熟女レズ 美熟女レズビアン エクソシストに奪われるヴァンパイアの誇り 夢野まりあ 村上涼子（5月10日、グローバルメディアエンタテインメント）
- シネマジック極上牝捕虜拷問 キャットスーツ＆ボンデージ研究会（8月1日、シネマジック）全18名
- 近親家族遊戯 淫母相姦 ♯01 夢野まりあ 岩崎千鶴 鈴木ありす（8月10日、グローバルメディアエンタテインメント）全3名
- Hカップ以上限定！爆乳美熟女20人の騎乗位とバックとパイズリ4時間（9月7日、マドンナ）全20名
- 挿入された瞬間のリアルな反応！！美熟女30人4時間（10月7日、マドンナ）全30名
- 濡れびちょ変態 熟女レズ集（10月10日、グローバルメディアエンタテインメント）全19名
- 男のモノ以外で感じまくる美熟女32連発8時間（10月25日、マドンナ）全32名
- 淫乱美熟女の濡れそぼる裸体 4時間（12月16日、スターゲート）全11名

2012年
- もの凄い巨尻美熟女40人の馬乗りファック8時間（1月7日、マドンナ）全40名
- 黒人婦女暴行 第参巻 日本人熟女20人4時間（2月10日、グローバルメディアエンタテインメント）全20名
- 巨乳AV女優の頂点 1980～90年代セレクション（2月13日、オールアダルトジャパン）全24名
- 巨乳＆爆乳 8時間48人（2月16日、マキシング）全48名
- 発情美熟女たちの濃密な交尾 5時間（2月16日、スターゲート）全9名
- 極選 100人 爆乳 BEST8時間（3月25日、ビッグモーカル）全100名
- 町内会奴隷人妻 夢野まりあ（4月13日、溜池ゴロー）
- 雌豚母さん 3人の息子に輪姦される奴隷母 夢野まりあ（5月24日、V＆Rプロダクツ）
- 爆乳美熟女レズビアン 淫らに濡れる復讐の花弁 夢野まりあ 風間ゆみ（5月25日、マドンナ）
- AV女優100人 3 超人気女優から、幻の女優まで（6月13日、オールアダルトジャパン ）全100名
- ムッチムチ肉感的熟女20人大集合8時間 Vol.3（6月25日、マドンナ）全20名
- 夢野まりあ 6時間 全出演6作品【本編まるごと収録】（7月6日、h.m.p）※「ワイルド爆乳」「ドリル・ファッカー! 」「したがる女」「乳奴隷」「ねらわれた女教師2」「乳欲獣」を収録
- もの凄い巨尻美熟女40人を後ろから犯す8時間（7月25日、マドンナ）全40名
- 黒人巨大マラで苦痛にヨガる熟女20人（7月25日、グローバルメディアエンタテインメント）全20名
- ATTACKERS やめて、離して…-ファーストレイプ集-（8月7日、アタッカーズ）全20名
- 【AV30】黒人巨大マラVSニッポンの熟女 熟女総合メーカーグローバルメディア完全保存版 2枚組8時間（8月13日、グローバルメディアエンタテインメント）全20名
- 黒人イマラチオ集 30人4時間（9月10日、グローバルメディアエンタテインメント）全30名
- 寝取られた私の妻 夫が見た本当の妻の姿 20人（10月25日、グローバルメディアエンタテインメント）全20名
- 僕だけの巨乳女教師ペット 夢野まりあ（11月13日、溜池ゴロー）
- 疼きが止まらない美女限定の絶頂本番ベスト8時間（11月13日、溜池ゴロー）全41名
- 凄すぎる美巨乳 大きさ、形、ハリの三拍子そろった完璧なおっぱい16時間（11月19日、ROOKIE）多数出演
- 家族姦 田舎の近親相姦 閉鎖的な地域の性欲 20人（11月25日、グローバルメディアエンタテインメント）全20名
- 巨乳のおかあさんを激しく突いて揺れるおっぱいを楽しむ8時間（11月25日、マドンナ）全33名
- 息子を誘惑する爆乳パイパン母 ～果てない肉欲に溺れる近親無毛相姦～ 夢野まりあ（11月25日、マドンナ）
- 伝説の爆乳女優 夢野まりあ（12月6日、グローリークエスト）※「艶熟 夢野まりあ」の復刻版
- 会員限定緊縛（秘）倶楽部 2（12月16日、マキシング）全18名
- 恍惚絶頂！ 熟女媚薬レイプ 襲われ白目剥く熟女20人（12月25日、グローバルメディアエンタテインメント）全20名

2013年
- とどめのゴールデンシャワー拷問ベスト 過酷なる浴尿飲尿の世界（2月19日、シネマジック）全15名
- 美熟女だらけの発射直前BEST200人8時間（3月25日、マドンナ）全200名
- 黒人婦女暴行 第四巻 黒人に犯される巨乳熟女20人（3月25日、グローバルメディアエンタテインメント）全20名
- またがり美熟女のイキ狂い騎乗位40人8時間（4月7日、マドンナ）全40名
- 下着をつけたままで貪る人妻のヤラしい性交8時間（4月13日、溜池ゴロー）全50名
- パイパン美熟女達の羞恥性交8時間（4月25日、マドンナ）全16名
- 最後までしゃぶらせて！ 射精寸前の一番気持ちいいフェラチオ4時間（5月13日、溜池ゴロー）全16名
- 男どもに犯され続ける人妻たち 8時間（5月13日、溜池ゴロー）全20名
- 淫乱熟女レズビアンの無限イカセ 8時間（5月25日、マドンナ）全21名
- 美熟女40人の暴れる爆乳セックス 8時間（6月7日、マドンナ）全40名
- 快楽に溺れた女教師8時間総集編（6月13日、溜池ゴロー）全18名
- 丸ごと!夢野まりあ8時間（6月25日、マドンナ）
- h.m.p オールタイムカウントダウン TOP30 星野ひかる 浅倉舞 夕樹舞子 伊藤真紀 夢野まりあ 古都ひかる 樹まり子 ほか（7月5日、h.m.p）多数出演 ※30年3000本の歴史から選んだTOP30
- 姦欲を掻き立てる極上ボディな女たちの性交8時間（8月13日、溜池ゴロー）全24名
- 完全なる飼育 第五章 部下の巨乳妻を寝取る上司 毒蜘蛛の糸に絡め取られた哀れな巨乳妻 夢野まりあ（9月25日、グローバルメディアエンタテインメント）
- 僕だけの巨乳女教師ペット総集編（10月13日、溜池ゴロー）全6名
- セカンドインパクト！ 黒人中出し破壊 爆弾巨乳 VS 爆弾級デカマラ 夢野まりあ（10月25日、グローバルメディアエンタテインメント）
- 超お下劣ぅ〜！熟女が果てるまでイッテ99人のオナニー8時間（11月7日、マドンナ）全99名
- Madonna10周年記念 巨乳美熟女100人祭り（12月7日、マドンナ）全100名
- Madonna10周年記念 激しく求め合う母子の近親相姦50組8時間（12月7日、マドンナ）全50名
- 人妻の濃厚なお掃除フェラ8時間（12月13日、溜池ゴロー）多数出演

2014年
- 豊満で温かい肉体の海に溺れる熟女肉感プレイ集20人（1月25日、グローバルメディアエンタテインメント）全20名
- アナタ助けて！！夫の留守に自宅で犯された人妻8時間（4月7日、マドンナ）全40名
- 高画質 肌のキメ細かさ・ツヤ・弾力がまるで20代のように若々しい美魔女 16時間（4月19日、ROOKIE）全100名
- 汚れなき人妻が汚されてしまった最初の強姦（6月13日、溜池ゴロー）多数出演
- 才色兼備の秘書家畜育成録（6月19日、シネマジック）全10名
- 発射寸前！窒息しそうなほど喉奥を責めそのまま射精する、気持ち良すぎるイラマチオ16時間（6月19日、ROOKIE）全103名
- 人妻・未亡人の情事 官能大全集（10月3日、グラッソ）全15名
- 女教師50人8時間（10月13日、溜池ゴロー）全50名
- 超絶品 美しいカラダ美熟女 16時間（10月19日、ROOKIE）全69名
- 狂気の躾 調教される嫁（10月25日、グローバルメディアエンタテインメント）全10名
- 熟・人妻の館 大全集（12月5日、グラッソ）全28名

2015年
- 最新地下インターネットマガジン Vol．1 松坂季実子 高宮さやか 江崎カオリ 夢野まりあ ほか（1月31日、ダイヤモンド映像）全50名
- 横乳下乳はみ出し放題！スーパーヘビー級のHカップ以上厳選 世界に誇れるモンスターおっぱい！！16時間（2月19日、ROOKIE RBB-007）全44名
- V＆R 復刻女優 50人（9月11日、V＆R PRODUCE）全50名
- ULTRA BOING 大浦あんな G.B.O 夢野まりあ 復刻リクエスト（10月9日、V＆R PRODUCE）※「ULTRA BOING/大浦あんな」「G.B.O/夢野まりあ」を収録

2016年
- 脚フェチ愛奴爆乳レズSM 美脚牝生贄秘話 赤い猟奇快楽淫画 水月カノン 三上ゆりな 夢野まりあ 早乙女美佐（4月23日、アートビデオ）※「美脚牝生贄秘話/水月カノン 三上ゆりな」「赤い猟奇快楽淫画/夢野まりあ 早乙女美佐」を収録 全4名
- 横乳下乳はみ出し放題!スーパーヘビー級のHカップ以上厳選 世界に誇れるモンスターおっぱい!!8時間 夢野まりあ Hitomi 他（4月23日、アフロ）全14名 - TSUTAYA専用レーベル
- ラヴァー奴隷牝肉市場 ゴムの匂いに繋がれた獲物たち（9月19日、シネマジック）全14名
- 昭和官能劇場 淫乱人妻篇（9月23日、なでしこ）全5名

2017年
- 魅惑のGAG・さるぐつわコレクション 3（2月19日、シネマジック）全15名
- 恍惚白目剥き 熟女媚薬痙攣レイプ 4時間20人（7月25日、グローバルメディアエンタテインメント）全20名

2018年
- 田舎の母子交尾（2月9日、なでしこ）全7名

2019年
- 殿堂入り女優シリーズ 夢野まりあ 6時間 全出演6作品【本編まるごと収録】（4月5日、h.m.p）※「ワイルド爆乳」「ドリル・ファッカー! 」「したがる女」「乳奴隷」「ねらわれた女教師2」「乳欲獣」を収録

2020年
- 素人参加募集ビデオ 夢野まりあとしてみませんか？（2月14日、V＆R PRODUCE VRTM-484）※DVD版 再販
- 黒人強○ 犯された日本人熟女たち（4月23日、なでしこ）全6名
- 黒人輪姦 極太肉棒で犯されまくる日本人熟女 20人 4時間（9月25日、グローバルメディアエンタテインメント）全20名
- 黒人に犯●れた日本人熟女たち 100人 強烈すぎるブラック巨根の快感！！（11月27日、ケイ・エム・プロデュース）全100名

2022年
- 【AIリマスター版】「痴」女優22 夢野まりあ（12月23日、ワープエンタテインメント）

2023年
- 近親家族相姦 尽きない性欲と歪んだ愛情。肉欲の蠢く家庭内禁断快楽交尾 11名収録 240分（2月24日、ZOOO）全11名
- 監禁調教 衝撃の拉致監禁強○事件集 飼育された女たちが堕ちた快楽漬けの日々 5人4時間（2月28日、なでしこ）全5名
- 復活 本物Pカップ★伝説の痴女が10年ぶりに帰ってきた 夢野まりあ（7月25日、バミューダ）
- 夢野まりあrevival再降臨 現存する中でNo,1奇跡のPカップ（9月21日、ハワイ）
- 洗脳 潜入捜査官 夢野まりあ（12月26日、バミューダ）
- 夢野まりあ メイキング＆別アングル 本編では流せなかった特別映像（12月30日、バミューダ）

2024年
- 五十路母と子 夢野まりあ（1月18日、ナイル）
- 【AIリマスター版】人間廃業 夢野まりあ（1月26日、アリスJAPAN）
- 最高級巨乳中出しソープ 夢野まりあ（2月22日、ハワイ）
- 爆乳露出痴女 夢野まりあ（2月22日、AEGEAN）
- シネマジックSM史 縄虐愛奴伝説 6（2月27日、シネマジック）全6名
- 緊縛解禁 衝撃の巨乳縛り 超絶ボディの女相続人を監禁調教 夢野まりあ（3月26日、バミューダ）
- リアル首絞め 頸動脈を本気で絞め上げて眼球が充血、視点が定まらずガチ失神！（4月4日、大洋図書）全8名
- 母子交尾～越後川口路～ 夢野まりあ（4月16日、ルビー）
- 一日女将に就任しました 夢野まりあ（6月18日、ルビー）
- バミューダグループ奇跡の専属が実現 M男社員を食い放題 Pカップ女社長 夢野まりあ（6月25日、バミューダ）
- 巨乳狩り 専属 夢野まりあ（7月25日、AEGEAN）
- 巨乳妻 不倫淫行 裏 4時間 夢野まりあ 吉根ゆりあ 田中ねね ほか（9月20日、プレステージ）全12名
- 雨の日に濡れた身体で欲情しまくる巨乳人妻 専属 夢野まりあ（9月26日、ハワイ）
- 伝説の爆乳モンスター 即ハメ交尾 美熟女（10月22日、ブラックドッグ）
- 巨乳熟女緊縛 夢野まりあ（12月5日、ナイル）
- 縛られ犯●れた爆乳妻（12月24日、ブラックドッグ）
- 爆乳むっちむち女教師！！変態痴女が純粋な生徒を弄ぶ！（12月26日、ハワイ）

発売年不明
- 爆乳遊び 夢野まりあ（ロビンソン GFT-01）VHS
- 姦魔輪姦レイプ 美女狂鬼凌辱 夢野まりあ 前編（麒麟堂 GM-82）VHS
- 姦魔輪姦レイプ 美女狂鬼凌辱 夢野まりあ 後編（麒麟堂 GM-83）VHS
- 喪服の誘惑１ 夢野まりあ（未亡人倶楽部 MY-01）VHS
- SM女優大全集90 vol.10 土方ひかる 長瀬麻衣子 夢野まりあ ほか（ビハインドザマスク BM-010）VHS
- 娼館 夢野まりあ（レイディックス NB-17）VHS
- FACE 35（アウダースジャパン FA-035）VHS
- 秋葉原限定 FACE [催眠]SP Vol.1＆2（アウダースジャパン FASD-020）全19名 DVD
- 痴女・寸止メ地獄1 夢野まりあ（パイズリ奴隷 DACS-1）DVD
- 極選女優ノンストップヌキMAX!!240分 vol.4（麒麟堂 DGNM-004）全8名 DVD
- 100％オレ流規制 （裏）絶対NG 夢野まりあ 倉持茜（マグマ企画 NG-11）DVD
- ミセスバージン 032 岡崎アンナ 30歳（ウーマンインサイド DACS-1）※「岡崎アンナ」名義 DVD
- 若妻の悶え 3 夢野まりあ（悶熟クラブ DMC-03）DVD

他多数出演

### アダルトビデオ（無修正）
- チェストフル・オブ・アジアンズ 2（2002年10月16日、サードワールドメディア）全4名
- Kiss Me Vol.1 夢野まりあ（2002年11月5日、キス ミー）
- Tokyo Diva 4 夢野まりあ（2002年11月18日、A6 Inc.）
- 2003 AV Girls X2 Vol.4 夢野まりあ 西野明日香 深田百合（2003年2月17日、AV 2003）全3名
- セクシーダイナマイト Vol.1 夢野まりあ（2003年2月18日、ニトロ）
- Tokyo Diva Speical Edition Maria's Playhouse 夢野まりあ（2003年3月20日、A6 Inc.）
- 爆乳美人ライフ 夢野まりあ（2003年3月21日、カリビアンコム）
- 激しく 夢野まりあ（2003年5月2日、カリビアンコム）
- BenimeShibe Vol.2 Dangerous Wife 夢野まりあ（2003年5月5日、ジョイデル）
- I Doll Vol.15 夢野まりあ（2003年6月27日、アイドール）
- Platinum 8 遊佐七海 夢野まりあ（2003年7月16日、ゴールデンドラゴン）
- Perfect Maria 夢野まりあ（2004年2月20日、ジョイデル）
- チップトップ X VOL.4 夢野まりあ（2004年2月25日、チップトップ）
- チップトップ X 3P Club 宏岡みらい 夢野まりあ 沙里奈ユイ 奥田唯（2006年1月20日、チップトップ）全4名
- 完全なる女豹 夢野まりあ（2006年6月15日、カリビアンコム）
- スーパーアイドル Vol.54（2006年7月10日、ファンタドリーム）全8名
- サディスティックまりあ 夢野まりあ（2006年10月17日、カリビアンコム）
- 爆乳は大好きだぜ！ボヨヨーン! 3枚組み12時間（2007年6月15日、フェアリー）全30名
- 美巨乳大集合360（2008年4月22日、ファンタドリーム）全15名

### アダルト配信
- まりあさん（2024年12月6日、躾の時間）
- まりあさん 2（2024年12月6日、躾の時間）

### 映画
- 愛人・夢野まりあ 私、激しいのが好きなの（2001年2月2日公開、Xces Film）監督:長崎みなみ 主演:夢野まりあ - まりあ 役 [8]
- I.K.U.（2001年5月3日公開、アップリンク）監督:シュー・リー・チェン  主演:時任歩 - レイコ2 役 [9]
- 夢野まりあ 超・淫乱女の私生活（2002年10月25日公開、Xces Film）監督:山内大輔 主演:夢野まりあ - 伊藤深雪 役 [10]
- デコトラの鷲（しゅう）祭りばやし（2003年10月11日公開、オフィスサンヨー）監督:香月秀之 [11]
  - デコトラの鷲（しゅう）其の弐 会津・喜多方・人情街道！（2004年10月2日公開、オフィスサンヨー）監督:香月秀之 [12]
  - デコトラの鷲（しゅう）其の参 恋の花咲く清水港（2006年2月4日公開、オフィスサンヨー）監督:香月秀之 [13]
  - デコトラの鷲（しゅう）其の四 愛と涙の男鹿半島（2007年4月21日公開、オフィスサンヨー）監督:香月秀之 [14]
  - デコトラの鷲（しゅう）其の五 火の国熊本親子特急便（2008年6月14日公開、エム・エフボックス）監督:香月秀之 [15]
- デビルマン（2004年10月9日公開、東映）監督:那須博之 - カメオ出演 [16]
- 組葬（2002年11月2日公開、東宝/アースライズ）監督:香月秀之 [17]
- シベリア超特急・番外編 欲望列車（2005年10月21日、イーネットフロンティア）監督:ぼん西田 中田圭 主演:松本未来 ※オリジナルビデオとして制作、2005年8月にイベント上映された[18]。
- スクールデイズ（2005年12月10日公開、ファントム・フィルム）監督:守屋健太郎 [19]

### オリジナルビデオ・Vシネマ
- ピーピング・ラヴァーズ（2000年2月4日、アドバピクチャーズ）監督:長崎みなみ 主演:児島香緒里 [20]
- インモラル症候群（シンドローム）多重性愛女医（2000年5月1日、アドバピクチャーズ）監督:長崎みなみ 主演:	黒田詩織 [21]
- インターネット＠人妻伝言板（2000年6月23日、AQURA）監督:岡田克則 主演:夢野まりあ [22]
- 秘書肉体研修（2000年7月21日、ミュージアム）監督:神野太 主演:夢野まりあ [23]
- 新怪談残虐非道 女刑事と裸体解剖鬼（2003年10月5日、オフィス・ユリカ）監督:山田誠二 主演:才谷ゆきこ - ゾンビメイド（女A） 役 [24]
- シベリア超特急・番外編 欲望列車（2005年10月21日、イーネットフロンティア）監督:ぼん西田 中田圭 主演:松本未来 [25]
- 管理人さんは爆乳未亡人（2006年5月13日、オンリーハーツ）監督:神野太 主演:夢野まりあ [26]
- 人妻二重生活（2006年5月26日、レジェンドピクチャー）監督:金田敬 主演:夢野まりあ [27]
- 愛しのOYAJI（2007年4月25日、ジーピー・ミュージアム）監督:三石史郎 [28]
- 熟女ナース 背徳の疼き（2007年5月25日、ピンクパイナップル）監督:岡田有申 主演:夢野まりあ - 看護師まりあ 役
- 喪服の下の白腿 未亡人総集編（2007年6月20日、オンリーハーツ）監督:久保寺和人 土橋聞多 神野太 ※「未亡人」をテーマにした4作品の総集編 [29]
- お義母さん、秘密のアルバイト（2007年7月27日、ケイエスエス）監督:小渕アキラ 主演:夢野まりあ [30]
- 熟女クリスチャン 背徳の蜜（2007年9月28日、ケイエスエス）監督:久保寺和人 主演:夢野まりあ [31]
- 未亡人の恥態EX（2007年、カレス・コミュニケーションズ）監督:久保寺和人 神野太 ※「未亡人の性」をテーマにした作品の総集編 [32]
- 嬲りの家EX 家族に責められて… （2008年、カレス・コミュニケーションズ）監督:久保寺和人 神野太 ※「家族に責められる」をテーマにした作品の総集編 [33]
- 義母まりあEX 爆乳伝説（2011年1月28日、オンリーハーツ）監督:久保寺和人 小渕アキラ 主演:夢野まりあ ※「夢野まりあ」主演3作品の総集編 [34]
- 家族遊戯 淫らな相関図（2011年）主演:夢野まりあ [35]

- 借金王（東宝）
- 盗聴バスターズ1・2　主演
- OL研修期間（ミュージアム）主演
- Door to Door　主演
- 親子どんぶり（ドラマVシネマ）主演
- シスターまりあ（ドラマVシネマ）主演

### テレビドラマ
- 脱がないAV女優ドラマ　もしものうた（もしもの歌）～3時から5時までの千春（3時から5時までの小春）～（2001年9月6日、フジテレビ・木曜深夜館）
- おばさん会長・紫の犯罪清掃日記!ゴミは殺しを知っている 第2作 福島県飯坂温泉で連続殺人!消えた美人死体にあの2人が恐怖の潜入捜査!（2001年11月26日、TBS・月曜ミステリー劇場）- 看護師 役
- 温泉医殺人事件カルテ 第2作 帯広行き最終列車特急とかち11号の女 殺人犯人少年Aの謎に外科医のメスが挑む！（2002年5月18日、テレビ朝日系・土曜ワイド劇場）

### テレビ番組
- 中居正広の家族会議を開こう（TBS）
- トゥナイト2（テレビ朝日）準レギュラー
- 『ぷっ』すま（テレビ朝日）
- ブラックワイドショー（日本テレビ）
- 志村けんのバカ殿様（フジテレビ）
- HAMASHO（日本テレビ）
- いよかんNIGHTジャム（ディレクTV）レギュラー
- H線上のマリア（夢野まりあドキュメント）
- まりあの穴（パラダイスTV）レギュラー
- 解体新書（パラダイスTV）特番・レギュラー多数
- パチンコテレビ新春特番（大分テレビ）

### イベント
- サイン会・撮影会各種　多数
- ファンタスティック映画祭　プレゼンター
- 夕張映画祭（ワーナー）プレゼンター
- 東京スポーツ映画祭2000年度主演AV女優賞
- 新宿プロレス　レギュラー
- クレイジーナイト　レギュラー
- 心霊怪奇トークショー（ロフトプラスワン）
- 日立忘年会（トークショーゲスト）
- パチンコイベント各種
- クラブイベント各種多数

### CM
- HAIR　ART　ラセイヤ（ヘアサロン）
- ポルノグラフィティ4thアルバム『WORLDILLIA』TVスポット　（2003年）

### 声優
- 新人ツアーコンダクター里奈（アニメ）（2004年10月25日、ジーピー・ミュージアム）- 主演:里奈 役
- 携帯電話　着エロボイス（日本初）日活

## 出版

### 小説
- 夏のグランドホテル（井上雅彦監修ミステリー）（2003年6月20日、光文社 光文社文庫）ISBN 9784334735104 - 書き下ろしホラーアンソロジー、アンソロジー中の「魔夢」を夢野まりあが著作。
- 花村満月　書籍対談

### 写真集
- 裸テンメイ La Tenmei 草凪純 椎名舞 夢野まりあ ほか（1999年11月9日、竹書房、撮影:加納典明）ISBN 9784812405499 全7名
- 夢野まりあ写真集 maria yumeno（2000年1月1日、Top Art Club、撮影:Masaki Igarashi）
- MARIA＆シノヤマキシン Accidents TOKYO（2000年7月10日、朝日出版社、撮影:篠山紀信）ISBN 9784255000312
- B93夢野まりあ 娼館（2001年3月26日、エムウェーブ、撮影:竹内彩）ISBN 978-4901219112
- BODY SHOP PHOTOGRAPHIC OF GIRLS HAIR NUDE（2001年4月25日、司書房、撮影:安藤清太）ISBN 9784812805473 全11名
- FETISH 巨乳＆美尻エロティックアート写真集（2001年9月30日、バウハウス、撮影:横山こうじ）ISBN 9784894614574 全10名
- らびっと u.s. PLAYBOY’s eye（2002年2月20日、メディアックス、撮影:KIM MIZUNO）ISBN 9784896136784 全9名
- ジャパニーズ・エロス 藤崎彩花 草凪純 及川奈央 桜井風花 夢野まりあ ほか（2003年5月15日、鹿砦社、撮影:KIM MIZUNO）ISBN 9784846305031 全11名
- MARIA YUMENO（撮影:清水清太郎）

### 雑誌
- Bejean 1999年4月号、2001年7月号（英知出版）
- Dcup 1999年7月号（蒼竜社）
- Gals Dee 1999年7月号（ダイアプレス）
- Vコミック 1999年11月号（日本出版社）
- PENTHOUSE SPECIAL 1999年12月号、2000年4月号（ぶんか社）
- パンストピア NO.28（2000年1月10日、日本出版）
- PHOTO SHOT DX VOL.2 川村ひかる 幸田まいこ 伊藤千夏 堀越のり 夢野まりあ ほか（2000年1月15日、英知出版）全15名
- URECCO 2000年5月号、2003年2月号（ミリオン出版）
- 隷裸 LAYLA 拘束と被虐の情念（2000年8月15日、司書房）
- GOKUH 2000年11月号（バウハウス）
- パパラッチ 2000年11月号（双葉社）
- DVD ACTRESS（2001年1月27日、リイド社）
- DVD JACK! Vol.2（2001年4月15日、工学社）
- バチェラー 2001年12月号（ダイアプレス）
- AVトップアイドル撮影現場 90年代AVを彩ったアイドル33人の素顔が蘇るメイキング写真集（2002年6月25日、司書房）
- COSTUME PLAY ビデオ独立系コスプレ写真集（2002年9月10日、三和出版）
- DMM DVD 2002年12月号（ジーオーティー）
- PENT-JAPAN Special 2008年7月号（ぶんか社）
- 人妻本当にあったHな話 2009年3月号（ぶんか社）※DVD付き

### コラム・連載
- 男と女のSEX法廷相談所（アサヒ芸能）
- 夢野まりあのはさんであげる（東京スポーツ）
- 夢野まりあの全裸伝説（東京スポーツ）
- 夢野まりあのパチンコ日記（日刊現代）

### グラビア
- 週刊プレイボーイ
- FLASH
- アサヒ芸能
- フライデー
- 週刊現代
- 週刊大衆
- 週刊ポスト
- 週刊宝石
- その他多数各種週刊雑誌

## プロレス
- 2002年FMWデビュー
- （後楽園ホール）
- （有明コロシアム）
- （横浜文体）

## CD
- BASS野郎エロチカAV（2000年12月16日、バッドニュース音楽出版/ビクターエンタテインメント）BNCP-46 - ベース・サウンドに女性タレントの声を乗せた楽曲を集めたコンピレーション盤
  - 1 GIRLS GIRLS GIRLS(feat.桜井風花)
  - 2 BEAT IT
  - 3 HEY BOY HEY GIRL(feat.桜菜々)
  - 4 VENUS
  - 5 MY SHARONNA
  - 6 STILL ROCK’N AMERICA(feat.桜菜々)
  - 7 DON`T TELL ME YOUR LOVE
  - 8 TRAVELING WITHOUT MOVING(feat.夢野まりあ)
  - 9 SATURDAY NIGHT
  - 10 SOUTH BOY SWING(feat.桜井風花)
  - 11 RHYTHM NATION
  - 12 BORN TO BE WILD
  - 13 NO SCAUBS(feat.夢野まりあ)
- ユメノひにょうきか（ポコチンマンバンド）

### CDジャケット
- ヤポネシアン・ボールズ・ファウンデーション ファースト・アルバム『アザディ!?』（2002年）